# Phân bộ Nhai lại
Phân bộ Nhai lại (danh pháp khoa học: Ruminantia) là một phân bộ thuộc Bộ Guốc chẵn, bao gồm nhiều loài động vật có vú lớn ăn cỏ hay gặm lá, như: trâu, bò, dê, cừu, hươu, nai và linh dương. Tất cả các thành viên trong phân bộ Ruminantia là những động vật nhai lại, nhưng toàn thể những động vật nhai lại lại không hẳn đã thuộc về phân bộ này (xem phần lưu ý dưới đây). Các động vật trong phân bộ này tiêu hóa thức ăn của chúng trong hai giai đoạn, giai đoạn đầu chúng nhai và nuốt thức ăn như cách thông thường mà các động vật khác vẫn nhai và nuốt thức ăn, trong giai đoạn hai chúng ợ thức ăn đã tiêu hóa một phần trở lại miệng để nhai lại và vì vậy lấy được tối đa các chất có giá trị dinh dưỡng. 

## Phân loại
- Bộ Artiodactyla
  - Phân bộ Suina: lợn, hà mã và lợn pêcari
  - Phân bộ Tylopoda: lạc đà và lạc đà không bướu
  - Phân bộ Whippomorpha hay Cetancodonta: cá voi và hà mã
  - Phân bộ Ruminantia
    - Cận bộ Tragulina (cận ngành)
      - Họ †Amphimerycidae
      - Họ †Prodremotheriidae
      - Họ †Hypertragulidae
      - Họ †Praetragulidae
      - Họ Tragulidae: cheo cheo
      - Họ †Leptomerycidae
      - Họ †Archaeomerycidae
      - Họ †Lophiomerycidae

    - Cận bộ Pecora
      - Họ Moschidae: hươu xạ
      - Họ Cervidae: hươu, nai
      - Họ Giraffidae: hươu cao cổ và okapi
      - Họ Antilocapridae: linh dương sừng nhánh
      - Họ Bovidae: bò, trâu, cừu, dê và linh dương
      - Họ †Gelocidae
      - Họ †Climacoceratidae
      - Họ †Palaeomerycidae
      - Họ †Hoplitomerycidae

## Lưu ý
Không phải tất cả động vật nhai lại đều thuộc về phân bộ Ruminantia này. Lạc đà và lạc đà không bướu thuộc về các ngoại lệ này. Ngoài ra, có một số lượng các động vật lớn ăn cỏ khác, trong khi thực sự không phải là động vật nhai lại, nhưng lại có sự thích nghi tương tự để có thể sinh tồn khi thức ăn của chúng có chất lượng quá thấp. Kangaroo và ngựa là các ví dụ.